# Carlo Roberto Dati
Pour les articles homonymes, voir Dati.
Carlo Roberto Dati, né à Florence le 12 octobre 1619 et mort dans la même ville le 1er décembre 1675, est un noble florentin, philologue et scientifique florentin, secrétaire de l'Accademia della Crusca, disciple de Galilée (1564-1642) qui a connu dans sa jeunesse Evangelista Torricelli (1608-1647).

## Biographie

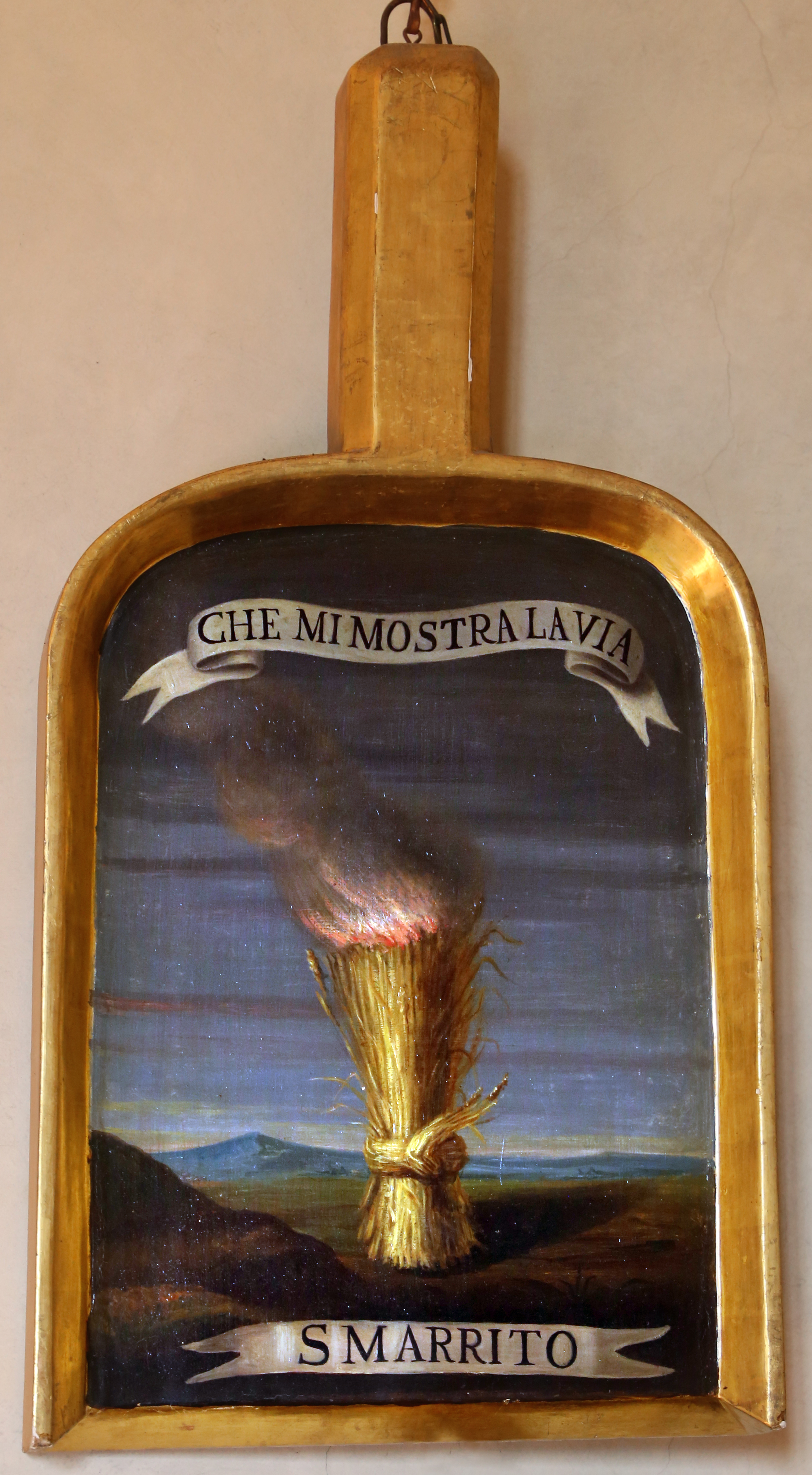
Pelle ceremonielle du membre ‘Smarrito’ (Carlo Roberto Dati) à l'Accademia della Crusca

Il se lie d'amitié avec Lorenzo Magalotti (1637-1712) et Francesco Redi (1626-1697). Francesco Redi lui dédicae son livre Esperienze intorno alla generazione degl'insetti (Des expériences sur la génération d'insectes) ( Florence , 1668).
Ferdinand II de Médicis, grand-duc de Toscane, et son frère, Léopold de Médicis, ont voulu relancer la vie intellectuelle à Florence en soutenant les académies existantes et en encourageant la création de nouvelles. Il est devenu membre de l'Accademia degli Apatisti fondée par Agostino Coltellini et Benedetto Fioretti sous le pseudonyme Currado Bartoletti, en 1635, dont il est devenu secrétaire en 1640, puis régent en 1649 sous le pseudonyme Ardaclito. Il a été élu en 1639 membre de l'Accademia degli Svegliati (it). Il est aussi membre de l'Accademia neoplatonica restaurée par Léopold de Médicis en 1638. Il a été un des fondateurs de l'Accademia del Cimento et a participé assidûment à ses réunions.
Sa participation la plus importante a été dans le cadre de l'Accademia della Crusca où il a été admis le 29 novembre 1640, présenté par son frère Leonardo Dati, sous le pseudonyme de Smarrito. Il a été secrétaire de l'Accademia della Crusca et a initié la troisième édition du Vocabolario (1691) et écrit le Discorso dell'obbligo di ben parlare la propria lingua (Discours sur l'obligation de bien parler sa propre langue, 1657), dans lequel il a fermement revendiqué la suprématie du florentin dans l'italien.
Après la mort de Giovanni Battista Doni, il a été nommé en 1648 professeur de langues classiques du Studio fiorentino où il a commencé un cours sur la Vita di Pomponio Attico commencée par Cornelio Nepote.
Il a accompagné son frère Leonardo Dati à Rome et à Naples à la fin 1651 quand il a été élu évêque de Montepulciano.
Il est l'auteur de nombreux ouvrages scientifiques, notamment Lettera ai Filaleti della vera storia della cicloide et della famosissima esperienza dell'argento vivo (Lettre au Filaleti sur la véritable histoire de la cycloïde et de la célèbre expérience du vif-argent, Florence, 1663), écrit sous le pseudonyme de Timauro Antiate. Il y revendique la priorité des Toscans - et donc médicéenne - dans l'interprétation correcte de l'expérience de 1644 de Torricelli, qui a suscité une discussion animée dans toute l'Europe, en particulier avec Gilles Personne de Roberval sur la cause de la hauteur de mercure dans le tube.
Le 18 juillet 1658, il lit devant l' Accademia della Crusca une première "veillée" sur une Dissertazione suffiutilità e diletto che reca la geometra (Dissertation sur l'utilité et le plaisir qu'apporte la géométrie). Il reprend une thèse développée dans une conversation de Galilée montrant à un jeune noble florentin l'utilité de la géométrie.
Fidèle disciple de Galilée, il a participé aux recherches et expériences de l'Accademia del Cimento. Il prononce à l'académie, le 7 août 1660, le Discorso sopra Saturno (Discurs sur Saturne) dans lequel il défend le système de Saturne présenté par Christian Huygens contre celui d'Honoré Fabri de Rome.
Il a également publié de nombreux ouvrages historiques, politiques. Il s'est aussi intéressé à la poésie. Il écrit La Pace à l'occasion du mariage de Louis XIV avec Marie-Thérèse d'Autriche. Il a composé un recueil de poèmes ''Prose fiorentine publié en 1661. La même année il a commencé à publier la première partie de Osservazioni sulla lingua italiana de Marcantonio Mambelli dit Cinonio, mais injustement accusé par Daniello Bartoli de s'approprier le travail des autres, il a rendu le manuscrit à Mambelli. Dans Difesa di Dante contro Monsignor Della Casa, il défend une tendance plus moderne du goût adoptant des styles différents de la tradition littéraire 
Carlo Roberto Dati a obtenu une pension de Louis XIV (1638-1715) le 26 mars 1666. Reconnaissant Dati a dédicacé au roi le livre Vite de pittori antichi (1667) .
Il a été bibliothécaire de Léopold de Médicis, puis du cardinal Giovanni Carlo de Médicis.
Il s'est marié en juin 1656 avec Lisabetta di Agnolo Galli, dont il eut quatre enfants : Fiammetta, Clarice, Camillo et Agnolo.

## Publications

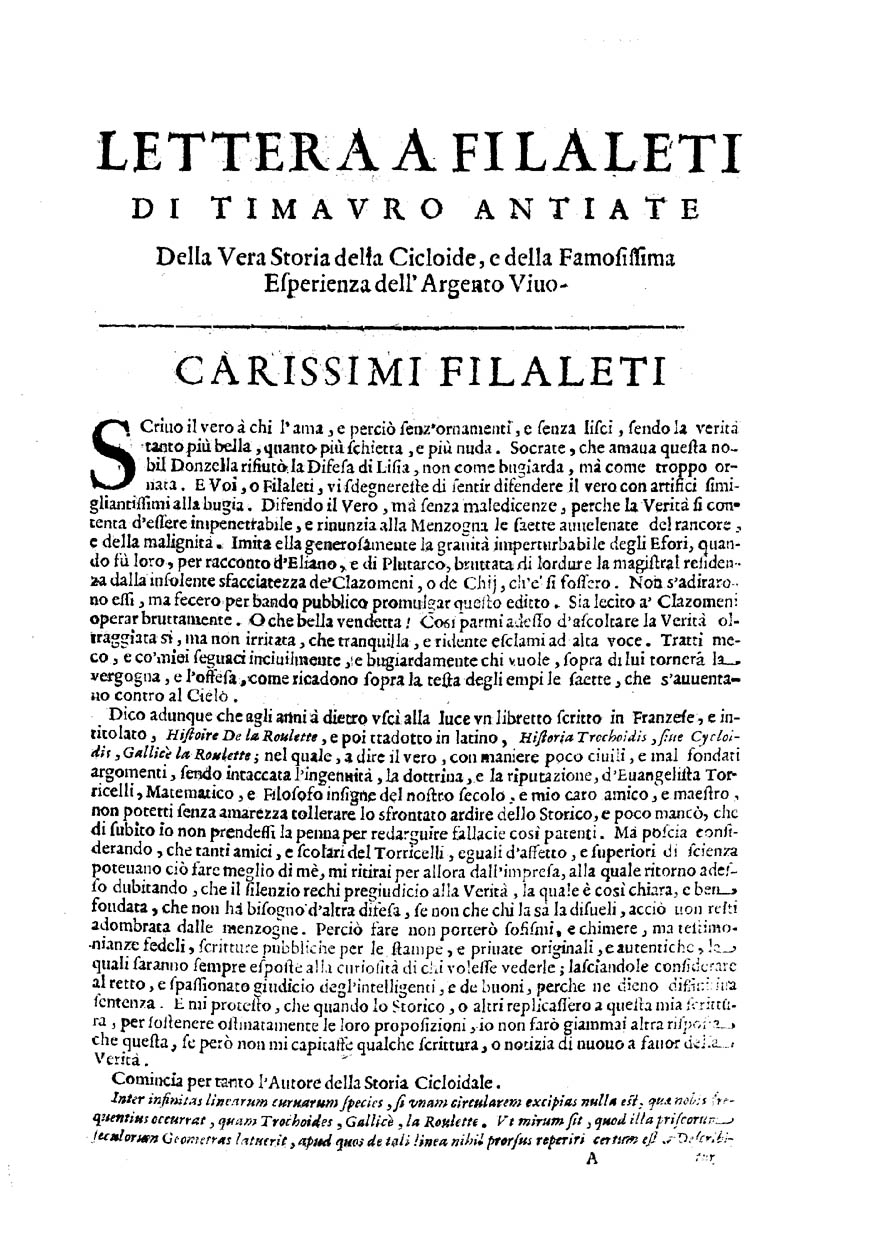
Lettera a Filaleti di Timauro Antiate, 1663

- La pace selva epitalamica nell'augustissime nozze delle maesta cristianissime Luigi XIIII e Maria Teresa d'Austria, Florence, Stamperia della Stella, 1660 (lire en ligne)
- Discorso dell'obbligo di ben parlare la propria lingua. Di C. D. osservazioni intorno al parlare, e scriuere toscano. Di G. S. con le declinazioni de' verbi di Benedetto Buommattei. Al Serenissimo Principe Leopoldo di Toscana, Florence, Francesco Onofri, 1657 (lire en ligne)
- Lettera a Filaleti di Timauro Antiate della vera storia della cicloide, e della famosissima esperienza dell'argento viuo, 1663 (lire en ligne)
- Vite de pittori antichi scritte e illustrate da Carlo Dati nell'Accademia della Crusca lo Smarrito, Florence, Stamperia della Stella, 1667 (lire en ligne)
- Panegirico alla maesta cristianissima di Luigi XIV re di Francia e di Navarra, Stamperia della Stella, Florence, 1669 (lire en ligne)
- Prose fiorentine raccolte dallo Smarrito accademico della Crusca, t. 1, Venise, Domenico Occhi, 1730 (lire en ligne)
- Prose fiorentine raccolte dallo Smarrito accademico della Crusca, t. 2, Domenico Occhi, Venise, 1730 (lire en ligne)
- Prose fiorentine raccolte dallo Smarrito accademico della Crusca, t. 3, Domenico Occhi, Venise, 1730 (lire en ligne)
- Il cedrarancio, Florence, Stamperia di Borgo Ognissanti, 1813 (lire en ligne)
- Esortazione allo studio della geometria, Florence, Stamperia di Borgo Ognissanti, 1814 (lire en ligne)
- Lettere di Carlo Roberto Dati, Florence, Stamperia Magheri, 1825 (lire en ligne)
- Scelta di prose, Venise, Tipografia  di Alvisopoli, 1826 (lire en ligne)
- Lepidezze di spiriti bizzarri e curiosi avvenimenti raccolti e descritti da Carlo Dati, Florence, Stamperia Magheri, 1829 (lire en ligne)